# Alfred Uckeley

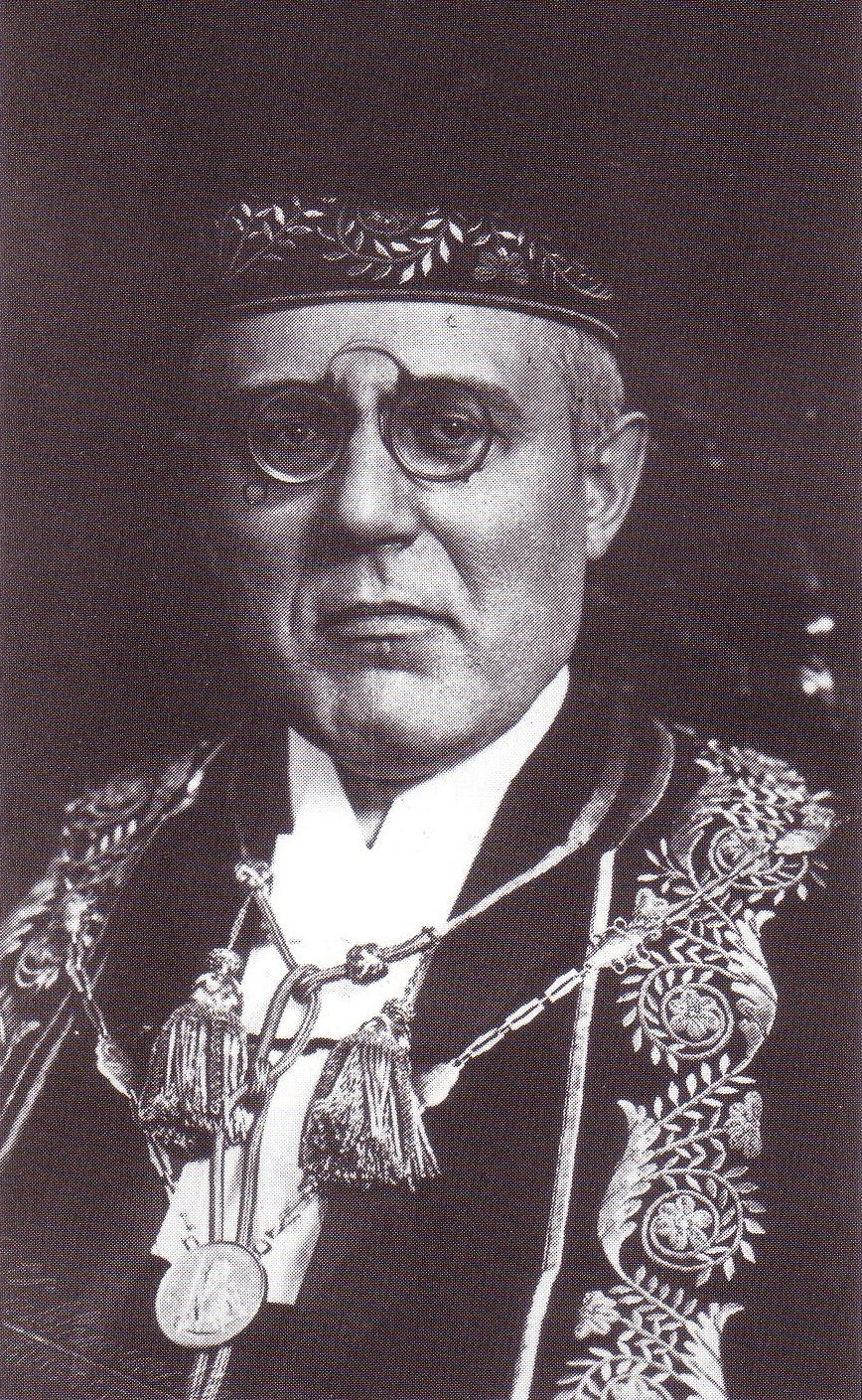
Uckeley als Rektor im Kant-Gedenkjahr 1924

Alfred Max Robert Uckeley (* 25. August 1874 in Kolberg; † 26. Dezember 1955 in Marburg) war ein evangelischer Theologe und Rektor der Albertus-Universität Königsberg.

## Leben
Uckeley wurde als Sohn eines Stettiner Kaufmanns geboren. Nach dem Besuch des Marienstiftsgymnasiums in Stettin studierte er Theologie in Greifswald, Berlin und Halle. Im Studium waren Victor Schultze und Martin von Nathusius seine maßgeblichen Lehrer. Er wurde Mitglied des Greifswalder (1893), Berliner (1893), Hallenser (1894), Königsberger (1913) und Marburger Wingolfs (1934).
Von 1900 bis 1905 war er Pfarrer in Bad Wildungen. Nach der Promotion (1902) habilitierte er sich 1905 an der Universität Greifswald. 1910 wurde er als o. Professor für Praktische Theologie an die Albertina berufen. Ab 1914 war er außerdem Universitätsprediger am Königsberger Dom, der Universitätskirche. Nebenamtlich wirkte er ab 1923 als Konsistorialrat der Kirche der Altpreußischen Union. 1923/24 war Uckeley Rektor der Albertina. Bis 1932 war er Mitglied der DVP. Am 1. Mai 1933 trat er in die NSDAP ein.
Nach der nationalsozialistischen „Machtergreifung“ schloss Uckeley sich den Deutschen Christen an, die für eine Synthese von Christentum und Nationalsozialismus eintraten. 1934 wurde Uckeley gegen seinen Willen an die Universität Marburg versetzt, wo er nach Studentenprotesten das Amt des Universitätspredigers verlor. 1939 emeritiert, vertrat er seinen nicht neu besetzten Lehrstuhl aber noch bis 1948.

## Werke (Auswahl)
- Reformationsgeschichte der Stadt Greifswald, Greifswald 1902.
- Die moderne Dorfpredigt. Eine Studie zur Homiletik. Leipzig 1908, 2. Aufl., 1914.
- Moderne Predigtideale. Beiträge zur Theorie der zeitgemäßen Predigtweise nach Inhalt und Form. Leipzig 1910.
- mit Wilhelm Richter: Der christliche Glaube und der moderne Mensch. Eine Einführung in das Verständnis der Hauptfragen des Christentums. Potsdam 1920.
- Lebenskräfte. Predigten für Gebildete aus den akademischen Gottesdiensten der Albertus-Universität zu Königsberg in Preußen, Vaterländische Verlags- und Kunstanstalt, Berlin [1923]; DNB 578677326
- Am Grabe – Beiträge von zwanzig Mitarbeitern. Die Kasualrede der Gegenwart. Band 2, Berlin 1930.
- Die Kasualrede der Gegenwart. Beichte und Abendmahl. Berlin 1931.
- Fragen aus der Zeit - Antworten aus der Ewigkeit. Predigten gehalten in der Schloßkirche zu Königsberg i. Pr., Königsberg 1931.
- Pommern im Reformationszeitalter. Stettin 1935.
- Die Stadtkirche zu Bad Wildungen. Ein Führer bei der Betrachtung ihrer Baudenkmäler und Gemälde. Bad Wildungen 1937.
- Die Kirchenordnungen von Ziegenhain und Kassel 1539. Marburg 1939.

### Als Herausgeber
- Urbanus Rhegius: Wie man fürsichtiglich und ohne Ärgerniss reden soll von den fürnemesten Artikeln christlicher Lehre (Formulae quaedam caute et citra scandalum loquendi). Leipzig 1908.
- Die Generalsynodal-Ordnung. Bonn 1912.